# Sergei Suslikow
Sergei Suslikow (russisch Сергей Сусликов; * 1950) ist ein ehemaliger sowjetischer Skispringer.

## Werdegang
Suslikow gab sein internationales Debüt bei der Vierschanzentournee 1974/75. Nachdem er beim Auftaktspringen auf der Schattenbergschanze in Oberstdorf nur auf einen schwachen 60. Platz sprang, gelang ihm beim Neujahrsspringen auf der Großen Olympiaschanze in Garmisch-Partenkirchen mit dem neunten Rang sein bestes Einzelresultat bei einer Tournee. Nach Rang 27 in Innsbruck konnte er mit Platz 13 auf der Paul-Außerleitner-Schanze in Bischofshofen noch einmal in die Weltspitze springen. In der Gesamtwertung erreichte er mit 751,2 Punkten den 29. Platz.
Im folgenden Jahr startete er erneut bei der Vierschanzentournee 1975/76. Jedoch konnte er nicht an den Erfolg aus dem Vorjahr anknüpfen, so dass er am Ende nur Rang 33 der Gesamtwertung erreichte. Daraufhin erhielt er auch keinen Startplatz bei den Olympischen Winterspielen 1976 in Innsbruck.
Bei der Winter-Universiade 1978 in Špindlerův Mlýn gewann Suslikow das Springen im Einzel auf der Elbgrundschanze (Masarykův Můstek). Er war zudem Sowjetischer Meister im Einzel 1974 sowie im Einzel und im Team 1975.

## Erfolge

### Vierschanzentournee-Platzierungen
| Saison  | Platz | Punkte |
| ------- | ----- | ------ |
| 1974/75 | 29.   | 751,2  |
| 1975/76 | 33.   | 733,0  |